# Johann Justus von Avemann
Johann Justus von Avemann (Adelsbestätigung am 12. November 1786) (* 21. Juni 1735 (Taufdatum); † 26. August 1794 in Demmin) war ein preußischer Jurist.

## Leben

### Familie
Johann Justus von Avemann war der Sohn des Geheimen Obertribunalrats Ernst Heinrich von Avemann (* 27. November 1696 in Eisenach; † 23. November 1768) und dessen Ehefrau Maria Elisabeth (geb. Vilmeder) aus Kassel; er hatte noch einen älteren Bruder.
Sein Großvater war Johann Jost von Avemann (* 1669; † 1732), Geheimer Rat in Berlin.
Im Oktober 1766 heiratete er Marie Charlotte Henrietta († März 1793), die Tochter des Oberstleutnants Friedrich von Heinrichs; gemeinsam hatten sie einen Sohn.

### Werdegang
Zur schulischen Ausbildung von Johann Justus von Avemann liegen keine Hinweise vor.
Gemeinsam mit seinem älteren Bruder immatrikulierte er sich am 3. Mai 1754 an der Universität Frankfurt an der Oder zu einem dreijährigen Studium der Rechtswissenschaften und hörte dort unter anderem die Vorlesungen bei Johann Samuel Friedrich von Böhmer; Ostern 1757 beendete er sein Studium.
Nachdem er, gemeinsam mit seinem Bruder, vom Vater dem Großkanzler Philipp Joseph von Jariges präsentiert worden war, erfolgte am 5. September 1757 eine Prüfung, worauf er als Referendar beim Berliner Stadtgericht angenommen wurde; später wechselte er dann zum Kammergericht. 
Am 20. April 1763 wurde er zum Kammergerichtsrat ernannt und seit August 1772 war er Geheimer Oberrevisionsrat.